# キャロブ

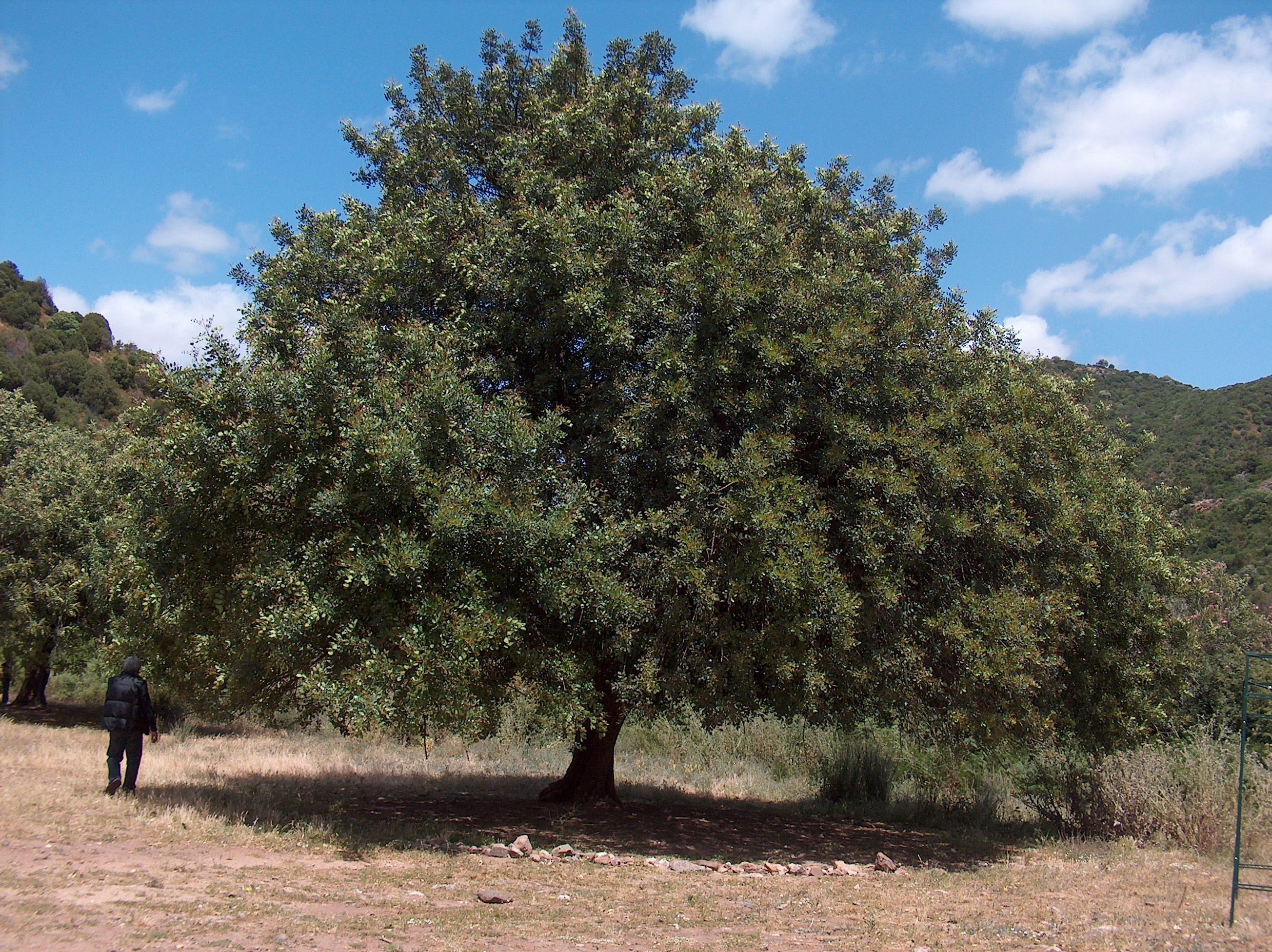
キャロブの木

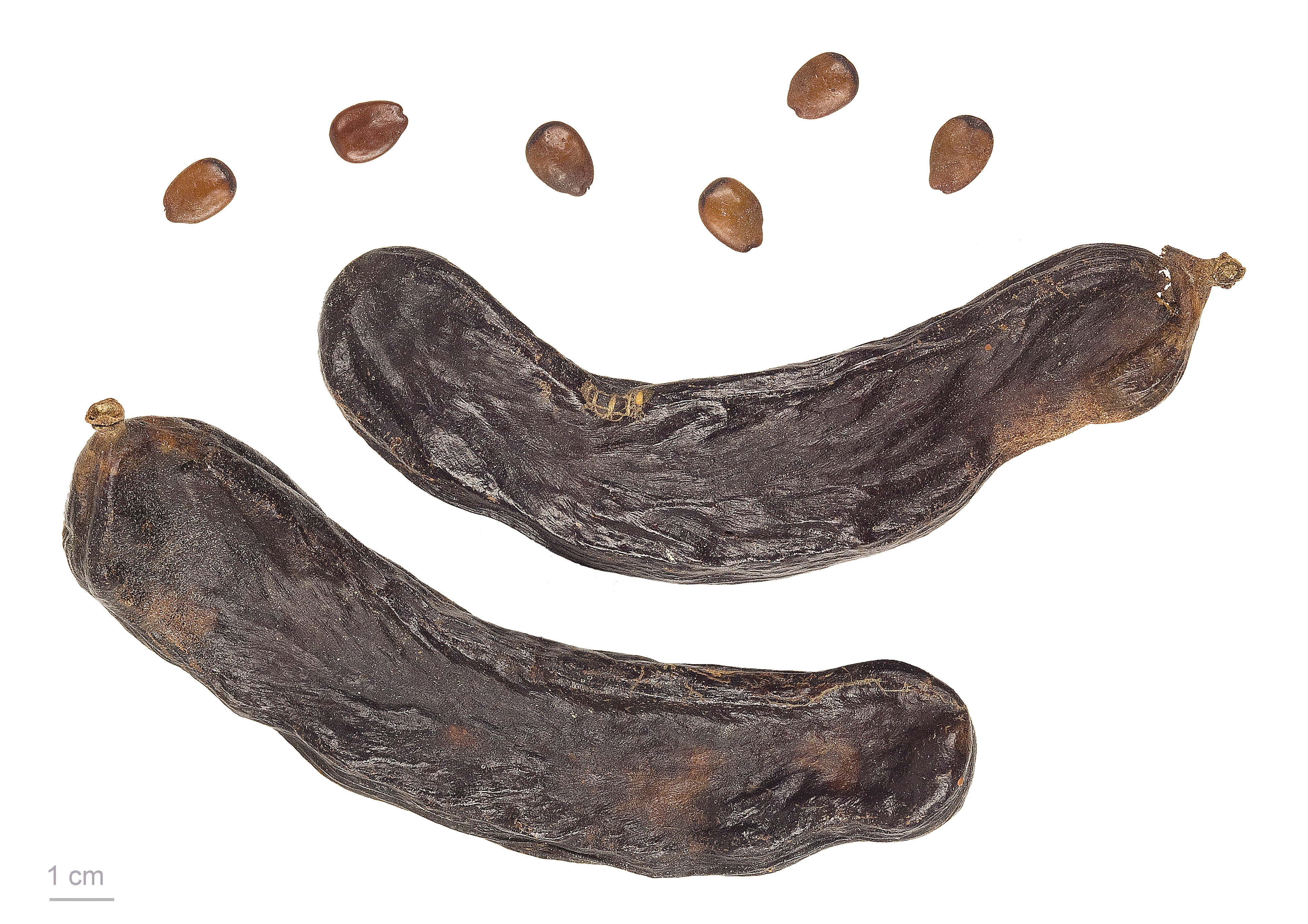
Ceratonia siliqua

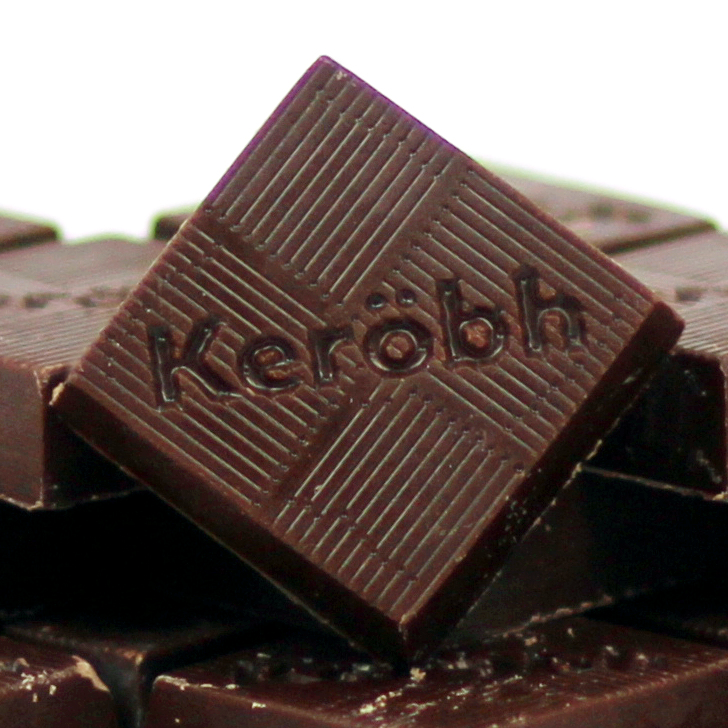
キャロブで作ったスイーツ。チョコレートに似ている

キャロブ (carob) は、マメ科の植物であるイナゴマメ（locust bean）、またはその果肉を乾燥させ粉末状にした食品。本項では主に食品としてのキャロブ（キャロブパウダー）について記述する。

## 概要
キャロブは主に地中海付近で栽培されるマメ科の植物で、カルシウムや鉄分、食物繊維等を豊富に含むため、日本では主に健康食品として用いられる。特に、キャロブの鞘から抽出されるピニトールには、血糖値改善作用や肝機能の改善効果が認められる。キャロブパウダーは莢の中の黒い果肉部分を粉末状にしたもので、現地ではコーヒーやココアの代用品として用いられている（カフェインは含まれていないが、鉄分の風味が幾分強め）。
果肉自体に甘みがついているため、キャロブを使ったチョコレートのような菓子も作られている。風味もチョコレートによく似ており、チョコレートアレルギーを起こす子供やペットでも安心して食べられる。ただしキャロブ自体にアレルギー反応を起こす人もいるため注意が必要。清涼飲料、コンポートやリキュールの材料にもなっている。
種子からは増粘多糖類のローカストビーンガムが得られ、増粘剤やゲル化剤などの食品添加物として用いられる。
種子は大きさや重さがほぼ均一であると考えられた事から貴金属や宝石を計量する際の重りに利用された歴史があり、ギリシャ語名が宝石の重さや金の純度を示す単位「カラット」の語源ともなった。